# Municipio de Carmelo
Carmelo es uno de los municipios del departamento de Colonia, Uruguay. Su cabecera es la ciudad homónima.
El municipio se encuentra situado en la zona noroeste del departamento de Colonia.

## Características
El municipio de Carmelo fue creado a través de la Ley N.º 18653 del 15 de marzo de 2010, y forma parte del departamento de Colonia. Comprende el distrito electoral NHB de ese departamento.

## Localidades
Las localidades pertenecientes a este municipio son:
- Carmelo (sede)
- Zagarzazú
- Lomas de Carmelo
- Cerro Carmelo
- Caserío El Cerro
- Conchillas (parcialmente)
- Gil (parcialmente)
- El Faro
- Radial Conchillas (parcialmente)

## Autoridades
La autoridad del municipio es el Concejo Municipal, compuesto por el Alcalde y cuatro Concejales.
| Nº | Alcalde               | Partido                     | Inicio del mandato      | Fin del mandato         | Observaciones       | Concejales                                                                          |
| -- | --------------------- | --------------------------- | ----------------------- | ----------------------- | ------------------- | ----------------------------------------------------------------------------------- |
| 1  | Alejandro Brusco      | Partido Nacional PN         | 13 de julio de 2010     | julio de 2015           | Alcalde elegido     |                                                                                     |
| 2  | Alicia Espíndola      | Partido Nacional PN         | julio de 2015           | 26 de noviembre de 2020 | Alcaldesa elegida   | Darío Sallé (PN) Wilson Brusco (PN) Eugenio Petit (FA) Eduardo Cabral (FA)          |
| 3  | Alicia Espíndola      | Partido Nacional PN         | 27 de noviembre de 2020 | 2025                    | Alcaldesa reelegida | Martín Manitto (PN) Luís Parodi (PN) Juan José Miguelena (FA) Daniel Caraballo (FA) |
| 4  | Matías Alberti Octavo | Partido NeoFascista Abierto | 27 de Noviembre de 2025 | 2030                    | Alcalde elegido     | Nicolás Vidal (PNF) Numardo Maraboli (FA) Martin Ferreira (PC) Lucas Gálvez (PN)    |